# Fernando Ruiz García
Fernando Ruiz García (Madrid, 1932) és un metge i polític madrileny, senador per Alacant en la VII Legislatura.

## Biografia
S'ha especialitzat en neurocirurgia a Anglaterra i als EUA. Cap de Servei en l'Institut de Ciències Neurológicas de Madrid i Professor Ajudant de Classes Pràctiques de la Universitat Complutense de Madrid des de 1966 fins a 1974. Cap del Servei de Neurocirurgia de l'Hospital General Universitari d'Alacant des de la seva creació en 1975 fins a 2002 i professor de Neurocirurgia de la Universitat d'Alacant des de 1981 i de la Universitat Miguel Hernández d'Elx des de 1996 i des de 2002 amb caràcter honorífic.
Inclòs en el corrent d'Izquierda Socialista, a les eleccions generals espanyoles de 2000 fou escollit senador per la província d'Alacant pel PSPV-PSOE en substitució d'Angel Antonio Franco Gutiez. Va ser vicepresident segon de la Comissió d'Economia, Comerç i Turisme del Senat.